# Aeroporto de Leipzig/Halle
O Aeroporto de Leipzig/Halle (em alemão: Flughafen Leipzig/Halle) (IATA: LEJ, ICAO: EDDP) é um aeroporto localizado na cidade de Schkeuditz, e que serve principalmente às cidades de Leipzig e Halle, no estado da Saxônia-Anhalt, na Alemanha.
O aeroporto serviu de locação para uma batalha fictícia entre os Vingadores no filme Captain America: Civil War (2016).
Em 2017 teve um movimento de 2,365,141 passageiros.